# Mediorhynchus turnixena
Espèce
Mediorhynchus turnixena est une espèce d'acanthocéphales de la famille des Gigantorhynchidae. C'est un parasite digestif d'oiseaux aux Philippines.